# Klötzlmühlbach
Der Klötzlmühlbach ist ein aus der Amper abgeleiteter, fast 19 km langer Bach insgesamt etwa ostnordöstlicher Laufrichtung, der über den Hammerbach in Landshut in die Isar mündet.

## Geographie

### Verlauf
Der Klötzlmühlbach wird beim Wanger Dorf Volkmannsdorf am unmittelbar vor deren Mündung in die Isar stehenden Wehr der Amper nach links abgeleitet und verläuft die ersten Kilometer in den Isarauen. Nach den ersten Metern noch im Landkreis Freising fließt der Bach im weiteren Verlauf durch die Gemeinde Bruckberg im Landkreis Landshut, südlich am Ortsteil Bruckbergerau vorbei. Kurz vor dem Flugplatz Landshut erreicht der Bach das Gebiet der Stadt Landshut. Am westlichen Stadtrand von Landshut quert der Bach unterirdisch die Flutmulde Landshut. Beim Stadtbad Landshut mündet er von links in den von der Isar abgeleiteten, deutlich kürzeren Hammerbach.
Der 19 km lange Klötzlmühlbach hat einen sehr unregelmäßigen, mäandrierenden Verlauf, in Luftlinie beträgt die Entfernung zwischen Abzweig und Einmündung deshalb nur 14 km.

### Einzugsgebiet
Das Einzugsgebiet des Mühlbachs ist 54,29 km² groß. Der größte Teil des Einzugsgebietes liegt im Norden, also links des Klötzlmühlbaches. Von dort münden der Möslingbach ⊙ in Bruckbergerau und der Seebach ⊙ etwas vor der Landshuter Münchnerau in den Klötzlmühlbach. Das Einzugsgebiet grenzt im Süden an das der fast durchweg recht nahen Isar, im Nordosten an das der Pfettrach, sowie im Westen an die Einzugsgebiete des Hörgertshausener Baches und des diesen aufnehmenden Mauerner Baches.
Der Klötzlmühlbach verläuft anfangs in den jungholozänen Auensedimenten, danach lange in den alt- bis mittelholozänen Schotterablagerubngen der linken Isaraue.

## Mühlen am Lauf
Der Bach war in seinem Verlauf die Energiequelle für sechs Mühlen:
- Bartmühle ⊙
- Mittermühle ⊙
- Ramermühle ⊙
- Ellermühle ⊙
- Wampelmühle ⊙
- Klötzmühle ⊙

### BayernAtlas („BA“)
Amtliche Online-Gewässerkarte mit passendem Ausschnitt und den hier benutzten Layern: Lauf und Einzugsgebiet des Klötzlmühlbachs

Allgemeiner Einstieg ohne Voreinstellungen und Layer: BayernAtlas der Bayerischen Staatsregierung (Hinweise)
1. 1 2  
Höhe abgefragt auf dem Hintergrundlayer Amtliche Karte (Rechtsklick).
2. ↑  
Geologie nach dem Layer Geologischen Karte 1:500.000.

### Gewässerverzeichnis Bayern („GV“)
1. ↑  
Länge nach: Verzeichnis der Bach- und Flussgebiete in Bayern – Flussgebiet Isar, Seite 82 des Bayerischen Landesamtes für Umwelt, Stand 2016 (PDF; 2,5 MB) (Seitenzahl kann sich ändern.)
2. ↑  
Einzugsgebiet nach: Verzeichnis der Bach- und Flussgebiete in Bayern – Flussgebiet Isar, Seite 82 des Bayerischen Landesamtes für Umwelt, Stand 2016 (PDF; 2,5 MB) (Seitenzahl kann sich ändern.)